# Árón (prorok)
Árón nebo také Áron (hebrejsky אַהֲרֹן‎ Aharon) byl starozákonní prorok a první židovský velekněz. Pocházel z kmene Lévi, byl bratrem Mojžíše, jeho otec se jmenoval Amram, matka Jochebed a sestra Mirjam.
Zemřel ve věku 123 let na hoře Hor.

## Árón v bibli
V biblickém příběhu se Áron objevuje poprvé v souvislosti s vysláním Mojžíše do Egypta, kdy je mu přidělen jako průvodce a mluvčí. Při té příležitosti je zdůrazněn jeho levitský původ; v tom je spatřována narážka na souvislost jména Lévi se slovem liva (doprovázet). O Áronově dětství biblický text žádné zmínky neobsahuje, pouze podrobně rozepisuje jeho a Mojžíšův původ od patriarchy Léviho.
V příběhu vyjití z Egypta stojí Árón neochvějně po boku svého bratra Mojžíše, společně s ním předstupuje před faraona a přivolává na Egypt boží rány; nikdy však nepřekročí roli Mojžíšova pobočníka či mluvčího, zůstává mu plně podřízen, ačkoli je jeho starším bratrem. V klíčových místech příběhu (samotné vyjití, rozdělení Rákosového moře) jej pak biblický text nezmiňuje téměř vůbec.
V příběhu darování Tóry na hoře Sinaji se jeho postavení mění. Na horu s Mojžíšem nevystupuje Áron, nýbrž Jozue, který pak s Mojžíšem zůstává jako jeho pobočník a žák až do jeho smrti a stává se poté i jeho nástupcem. Árón naproti tomu zůstal s lidem v táboře a sehrál významnou roli v příběhu zhotovení zlatého telete. Po zhotovení přenosné svatyně se Árón a jeho synové stali dědičným kněžským rodem a jsou pověřeni konáním hlavní části chrámových obřadů. Árónský původ se u židovských kněží („kohenů“) traduje dodnes, ačkoli po zničení jeruzalémského chrámu značně ztratil na praktickém významu.
V příbězích popisujících putování pouští vystupuje Árón někdy jako společník Mojžíšův, jindy samostatně, ojediněle i jako jeho odpůrce či kritik. Veškeré zárodky sporů mezi oběma bratry jsou však brzy vysvětleny a urovnány a v kritických chvílích (hřích zvědů, Korachova vzpoura) oba vystupují společně a podporují se.

## Árón v rabínské tradici
Charakteristickým rysem Áróna je podle rabínské židovské tradice jeho touha po míru, jeho láska k lidem a úsilí o urovnání veškerých sporů. Traktát Avot, který představuje sbírku etických naučení, obsahuje výrok rabi Hillela: Buď z žáků Árónových; miluje mír a usiluje o mír, miluje tvory a přibližuje je k Tóře. Motiv Árónovy lásky k lidu Izraele se objevuje i v požehnání, které kohen pronáší během synagogální liturgie před tím, než vysloví kněžské požehnání pro shromážděnou obec.
Za pozoruhodnou považuje rabínská tradice i neochvějnou bratrskou lásku mezi Árónem a Mojžíšem. Ta je demonstrována na jednotlivých biblických příbězích a souvislostech, do kterých je zasazují agadické texty a midraše. Také text žalmu 133: Hle, jak je dobré a příjemné, bratři, když žijí společně, je vysvětlován jako odkaz na vztah Mojžíše a Áróna; postava Áróna je v pokračování textu výslovně zmíněna.

## Biblická kritika
Biblická kritika upozorňuje na nesrovnalosti v biblické prezentaci Áróna, jako např.:
- instrukce pro chrámovou liturgii jsou předávány někdy Árónovi, někdy Mojžíšovi a někdy oběma,
- na horu Sinaj má vystoupit Mojžíš s Árónem, nakonec však vystupuje Mojžíš a Jozue,
- příběh o zhotovení zlatého telete a Árónova a Mirjamina kritika Mojžíšova manželství jsou v protikladu k bezvýhradnému vyvyšování Áróna.

Friedman to vysvětluje existencí dvou stěžejních kněžských kultů ve starém Izraeli – jeden, který odvozuje svůj původ od Mojžíše, a jeden od Áróna. „Mojžíšský“ kult měl své centrum v Šílo a „árónský“ v Hebronu. Král David v rámci centralizace monarchie oba kulty sjednotil a přesunul do Jeruzaléma; již za jeho syna Šalomouna však došlo k roztržce, která posléze přispěla k rozpadu monarchie. V Judském království a posléze v exilu se pak postupně zcela prosadila árónovská tradice. Tento historický vývoj se podepsal i na konečné redakci biblického textu: Árónovo kněžství je prezentováno jako jedinečné, dědičné a nezpochybnitelné; Mojžíšovi je přenecháno neméně úctyhodné postavení vládce a vůdce národa, od kněžství ve smyslu chrámové liturgie je však zcela oddělen.